# Aszinkron gép

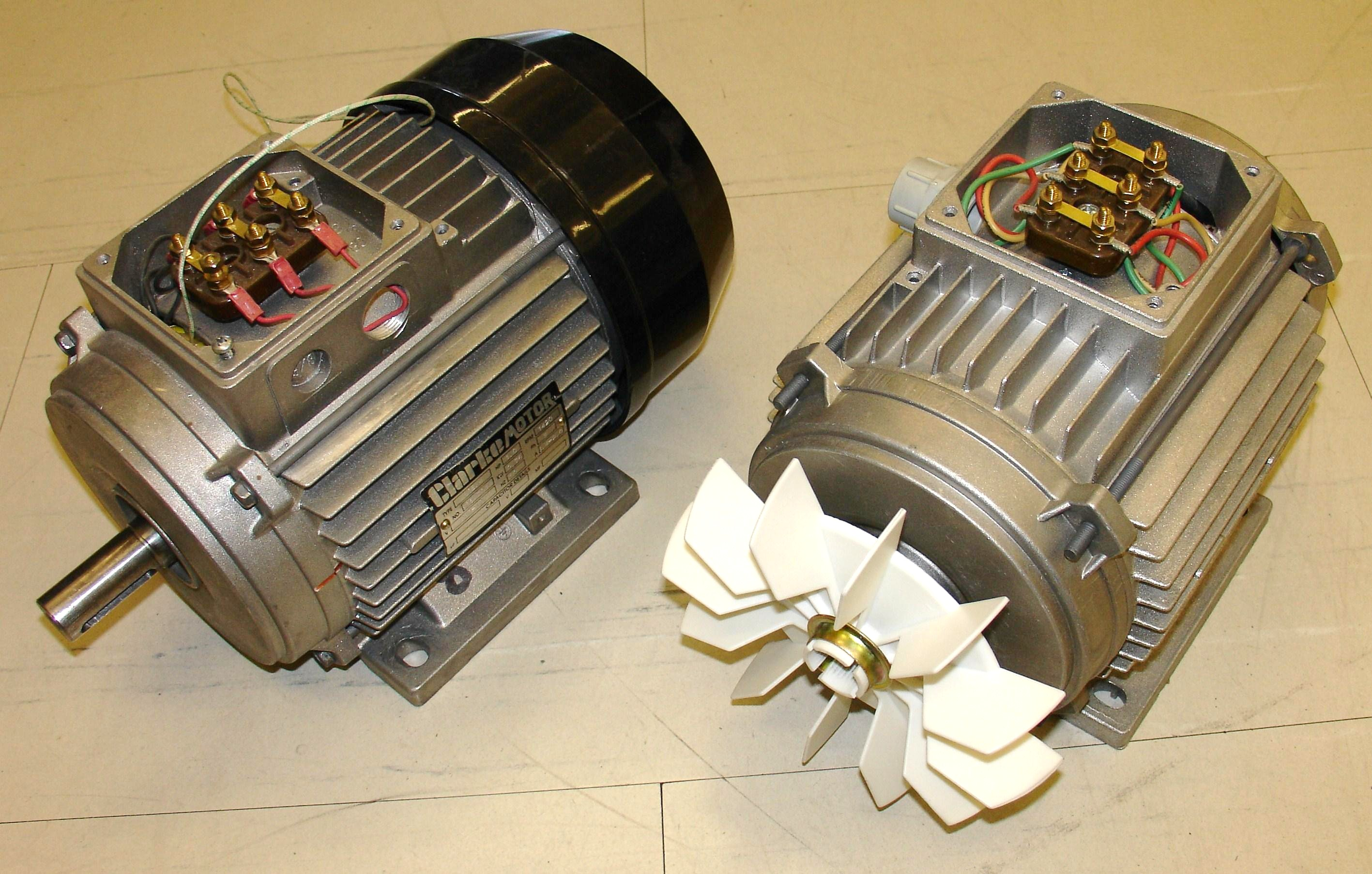
Kalickás forgórészű aszinkron motor

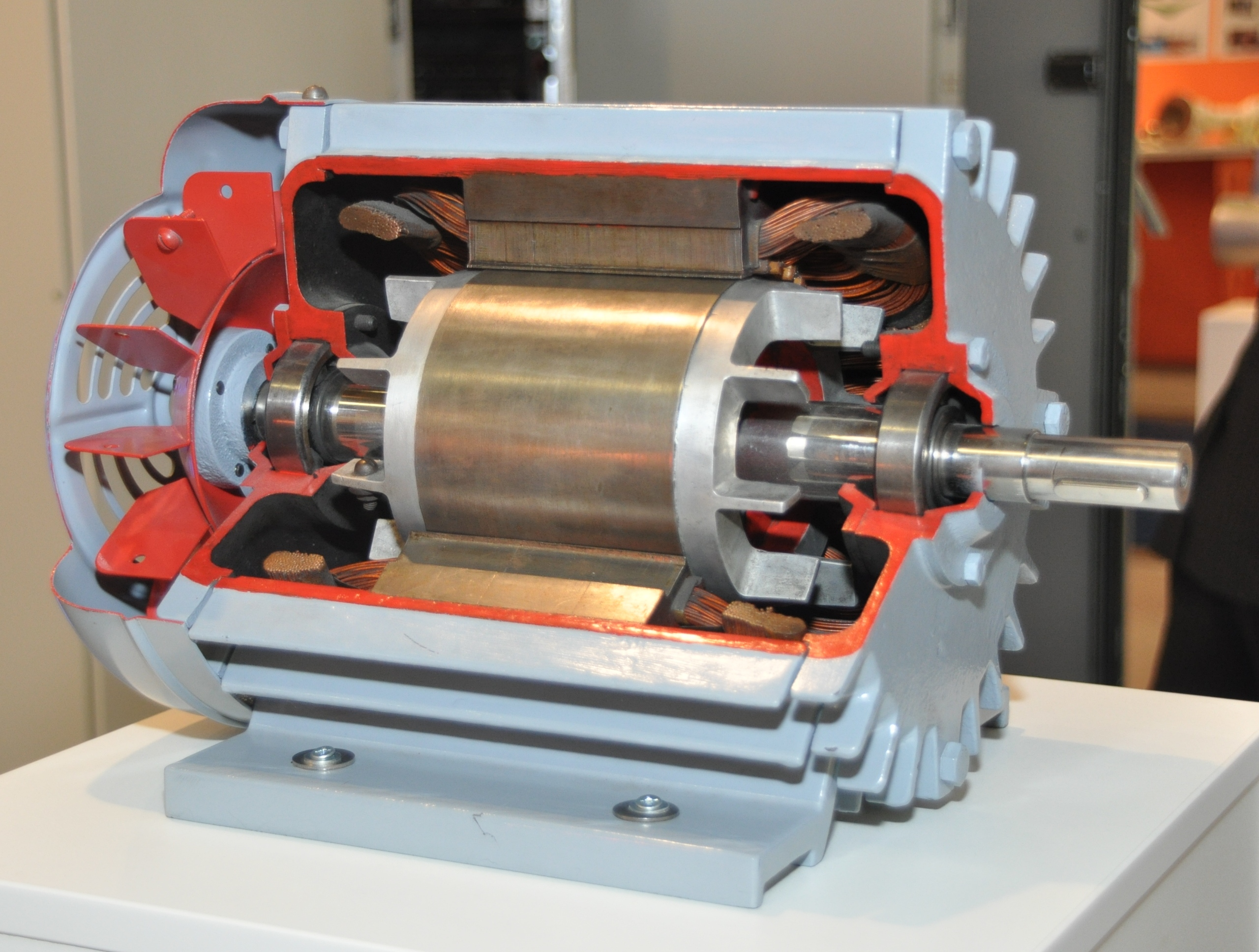
Kalickás forgórészű aszinkron motor robbantott metszete

Az aszinkron gép más néven indukciós motor a legáltalánosabban használt, legegyszerűbb szerkezetű villamos forgógép, egy forgó és egy álló részből tevődik össze. Az indukciós motort az olasz Galileo Ferraris professzor találta fel 1885-ben. Gyakorlatban az egyik legelterjedtebb villamos gép. Kisebb teljesítményre általában egyfázisú, míg nagyobb teljesítmény esetében kizárólag háromfázisú kivitelben készül.
Legfontosabb jellemzői:
- Legegyszerűbb szerkezetű forgógép
- Egy- és háromfázisú változat is létezik (1 kW felett általában háromfázisú kivitelt használnak)
- Legelterjedtebb, üzembiztos gép
- Motorként és generátorként is használható
- Hátránya: fordulatszám-változtatás csak külön költséges berendezéssel vagy kialakítással biztosítható [5]

## Működése

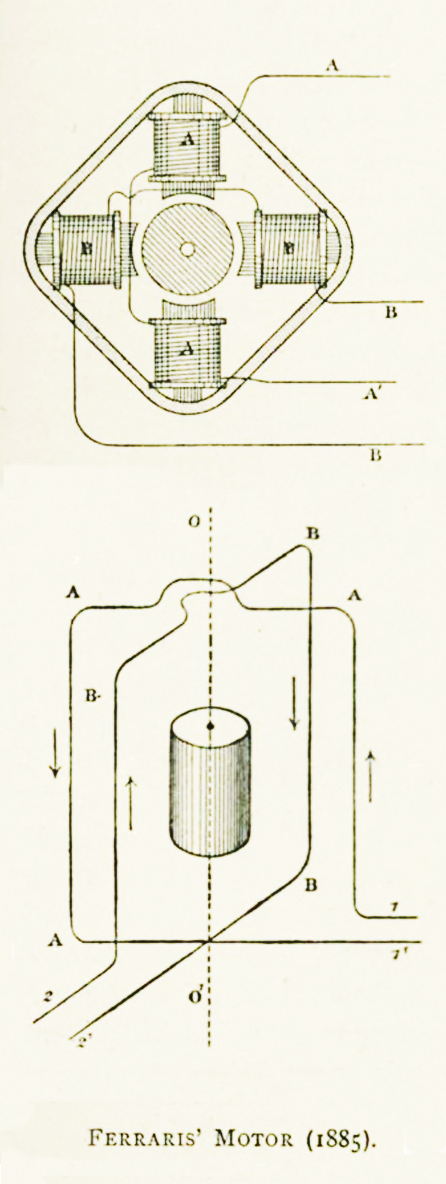
Az un. "Ferraris motor" vázlata 1885-ből

A fordulatszám-nyomaték jelleggörbe
A egyfázisú motor (A görbén látszik az indítónyomaték hiánya)
B,C,D Különböző kialakítású rövidrezárt kalickás forgórészű három fázisú aszinkron motorok jelleggörbéje.
Jelölések: T torque (nyomaték), ω szögsebesség

Az aszinkron gép állórészén általában többfázisú tekercselés található, amely forgó mágneses mezőt hoz létre. A forgó mágneses tér erővonalai metszik a forgórész tekercselését, és abban feszültséget indukálnak. Mivel a tekercselés zárt vagy rövidrezárt áramkört alkot, az abban indukálódott feszültség hatására a körben áram folyik. Lenz-törvénye értelmében az így indukált áram akadályozni igyekszik az őt létrehozó indukáló folyamatot, ezért a forgórész elfordul, így igyekezvén megakadályozni az erővonalmetszést és vele az indukciót. Természetesen a forgórész soha nem érheti el az állórész forgó mágneses mezőjének értékét, mivel akkor megszűnne az erővonalmetszés. Ezt az elcsúszást nevezik szlipnek.
A szlip számítása:{\displaystyle s={\frac {n_{0}-n}{n_{0}}}}
ahol:
- s a szlip értéke
- n0 a szinkron fordulatszám
- n az aktuális fordulatszám

A szlipet %-ban is szokás kifejezni, ilyenkor a képlet így módosul:
{\displaystyle s_{\%}={\frac {n_{0}-n}{n_{0}}}\cdot 100}
A szinkron fordulatszám meghatározása:{\displaystyle n_{0}={\frac {f}{p}}}
ahol:
- n0 a szinkron fordulatszám (1/s)
- f a hálózati frekvencia
- p a póluspárok száma

Amennyiben az eredményt 1/min mértékegységben szeretnénk megkapni:
{\displaystyle n_{0}={\frac {60\cdot f}{p}}}

### Egyfázisú hálózat esetén
Ahol nem áll rendelkezésre háromfázisú hálózat, egyfázisú aszinkron gépeket használnak. Az állórész tekercselésében folyó egyfázisú váltakozóáram a légrésben lüktető mágnesmezőt létesít. Ez a mágnesmező az időben változni fog, de a helybeli eloszlása változatlan marad. Az ilyen mezőt, amelynél az indukció nagysága az időben szinuszosan változik, térbeli eloszlása azonban változatlan marad, lüktető vagy pulzáló mezőnek nevezik. Bármely pulzáló mező azonban felbontható két, ellentétes irányban n0 fordulatszámú, fél amplitúdójú forgó mezőre. Ha a forgórész áll, mindkét forgómező egyenlő nagy, a hálózatnak megfelelő periódusszámú, háromfázisú szekunder áramot létesít a forgórész tekercselésében. A szekunder áramok által létrehozott szekunder forgómezők és a megfelelő primer mezők eredőjeként két, egymással ellentétes irányban forgó főmező jön létre. Mivel a primer és szekunder mezők mindkét irányban egyenlőek, az eredő mezők is egyforma nagyok, így összegük pulzáló teret eredményez. A két körbeforgó hullám a szekunder áramokkal forgató nyomatékot létesít. A két nyomaték ellentétes irányú. Eredőjük nulla, mert a két nyomaték egyenlő nagy. A gép tehát nem tud indítónyomatékot kifejteni.
Ha valamelyik irányban megindítják a forgórészt, a két irányban forgó mágnesmezők szimmetriája megszűnik, mert a forgórész relatív sebessége a két mezőhöz képest különböző lesz. A forgórésszel azonos irányban forgó mező nevezhető veleforgónak, a másik pedig elleneforgónak. Ha a forgórész a veleforgó mezőhöz képest s szlipnek megfelelő n fordulattal jár, akkor az elleneforgó mezőhöz képest n+n0=(1-s)×n0+n0=2×n0-s×n0 relatív fordulatszáma van, tehát a szlipje se=(2×n0)/n0=2-s
A primer áram állómezeje most is két egyenlő nagy forgó összetevőre bontható, ezek azonban különböző nagyságú és frekvenciájú szekunder áramokat hoznak létre. Mivel a veleforgó komponens s, az elleneforgó pedig 2-s frekvenciájú áramot indukál, a két áram eredője folyik a szekunder tekercselésben. A nagyobb relatív sebesség miatt az elleneforgó mező árama nagyobb, ezért jobban csökkenti a primer mezőt, mint a másik, és így a megfelelő primer és szekunder gerjesztések által létrehozott eredő mágnesmezők közül a veleforgó nagyobb lesz mint az elleneforgó. A két forgómező különböző nagyságú feszültségeket indukál az állórészben. Jó közelítéssel ezek összege a kapocsfeszültségekkel egyenlő. Növekvő fordulatszámnál lefojtódik az elleneforgó mező, de ugyanannyival nő a veleforgó, mivel együttesen változatlan feszültséget kell, hogy indukáljanak az állórészben. A mezők különbözősége folytán a forgatónyomatékaik sem lesznek egyenlőek, az eredő nyomaték nem lesz nulla, tehát a gép hajtó nyomatékot tud kifejteni.
Az egyfázisú tekercselést olyan háromfázisú tekercselésként lehet felfogni, ahol két fázist sorbakapcsolnak, a harmadik pedig elmarad. Ennek alapján az egyfázisú motor úgy állítható elő háromfázisúból, hogy a csillagbakapcsolt állórész tekercsek közül az egyiknek megszakítják az áramkörét. Ekkor ugyanis a másik kettő soros kapcsolásban csatlakozik a hálózati vonalfeszültségre. Ennek a motornak az üresjárati árama nagyobb, mint az eredeti motoré. A rövidrezárási áramnál figyelembe kell venni, hogy az egyfázisú kapcsolásban a feszültség √3-szor nagyobb, a szórási és ohmos ellenállások pedig kétszeresek mivel két tekercs van sorbakapcsolva. A felvett látszólagos teljesítmény P1=√3×U1×I1 Ahol U1 az egyfázisú hálózati feszültség, I1 a motor által felvett áram. Ha a motor háromfázisú kapcsolásban járna ugyanennél az áramnál P3=3×U1×I1 teljesítményt venne fel. A két teljesítmény viszonya: P1/P3=1/√3=0,58

## Felépítése
Tipikus esetben mind a forgórész, mind az állórész lemezelt, az örvényáramú veszteségek csökkentése érdekében. Az állórész tekercselt, tipikusan két- vagy háromfázisú tekercseléssel, a forgórész tekercselt vagy kalickás kialakítású.

### Csúszógyűrűs aszinkron gép

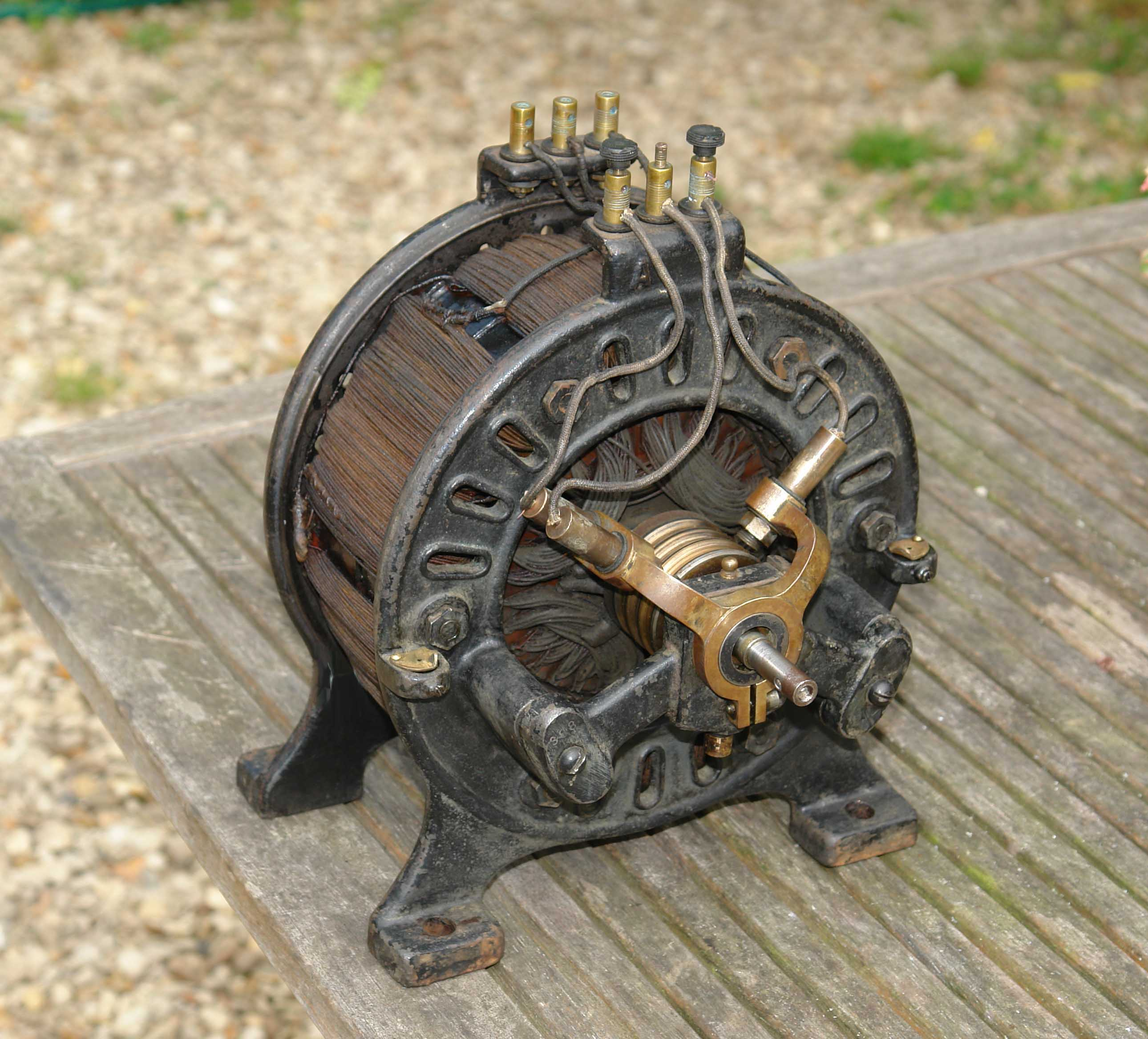
Egy régebbi csúszógyűrűs aszinkron gép

A csúszógyűrűs aszinkron gép forgórészén a tekercselés végpontjai ki vannak vezetve egy egy csúszógyűrűre. A forgórészek kivezetéseit közvetlenül, vagy ellenálláson keresztül rövidre zárják, ezzel az adott üzemállapotnak megfelelően tudják a fordulatszám-nyomaték jelleggörbét szabályozni.

### Kalickás forgórészű aszinkron gép

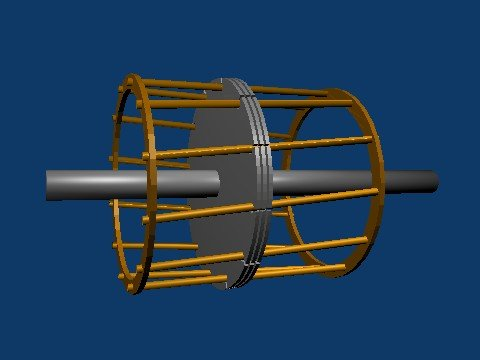
A kalicka

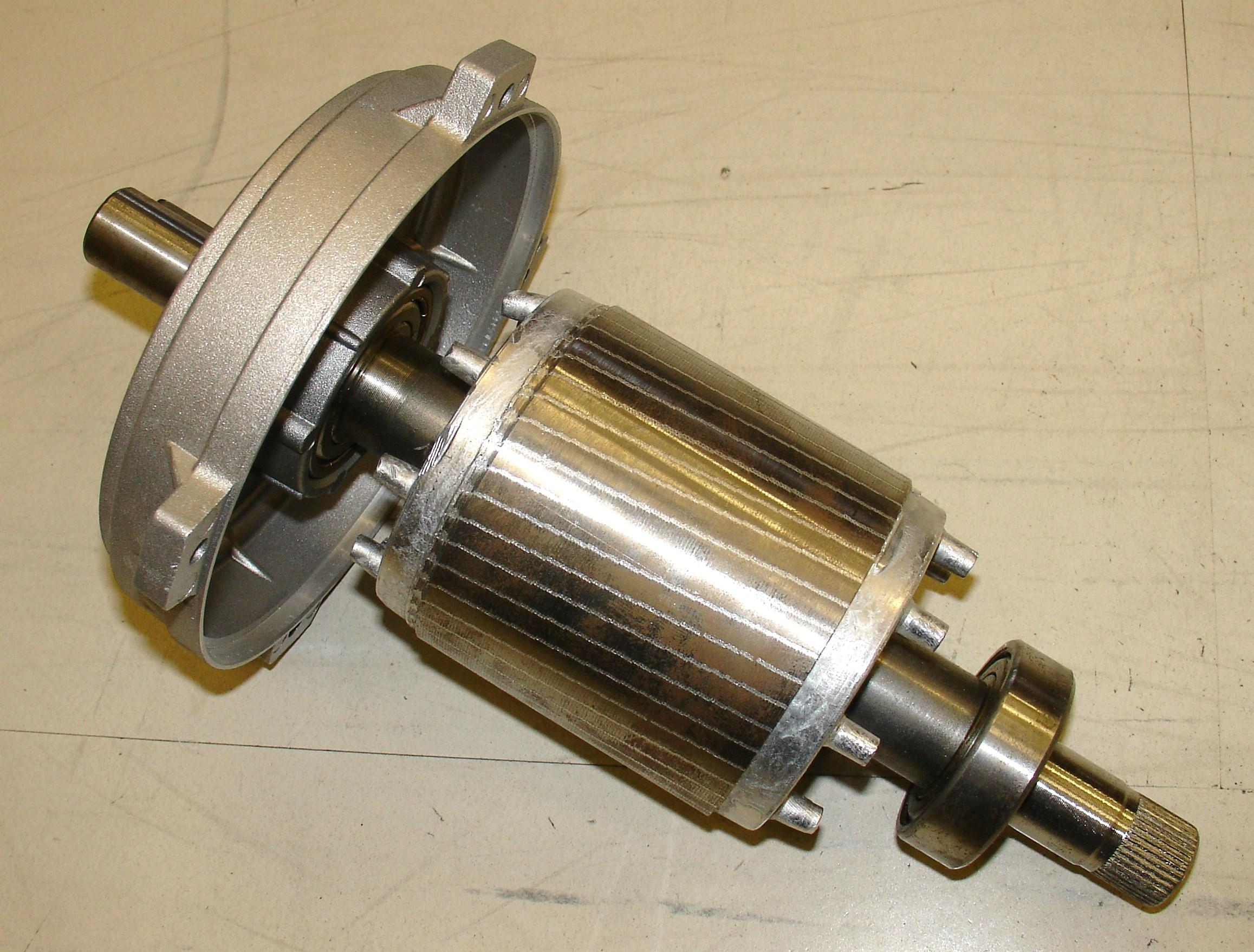
Kalickás forgórész

Kalickás forgórész esetén nincs szükség (és lehetőség) a forgórész tekercselés kivezetésére csúszógyűrűkre, ezek segítségével indító ellenállások használatára.
A forgórész tekercselését közvetlenül a forgórészen kialakított hornyokban hozzák létre öntési eljárással, az így kialakult rudakat a tekercsfejekben közvetlenül rövidre zárják. A rövidre záró gyűrűkön alakítják ki a ventilátorlapátokat, amelyek a levegőt a készüléken belül keringetik.
A kalickás forgórész rúdjait nagyjából egy horonyosztásnyival ferdíteni szokták az egyenletesebb nyomaték érdekében. A módszer előnye az egyenes horonyhoz képest a kisebb nyomatéklüktetés.
Az angol nyelvű irodalomban a kalicka neve: squirrel-cage.
A megoldás előnyei a csúszógyűrűs motorhoz képest:
- egyszerűbb kialakítás
- a forgórész hornyok keresztmetszetének teljes kihasználása
- kisebb karbantartási igény (nincs csúszógyűrű, indítóellenállás)
- Pólusváltós motor esetén nem szükséges minden pólusszámhoz külön forgórésztekercselés, csak a kalicka megfelelő méretezése.

## Üzemmódjai

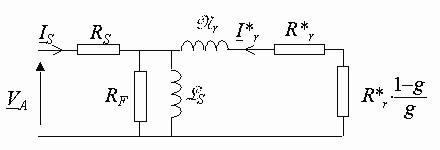
Az aszinkron gép elvi helyettesítő ábrája

### Motor üzem
A villamos gép a betáplált villamos energiát forgási energiává alakítja. Az aszinkron gép leggyakoribb üzemmódja.

### Generátor üzem
A villamos gép a betáplált mechanikai energiát villamos energiává alakítja (Például: villamos vontatásnál a lejtmenet). Az aszinkron gép önmagában nem képes sziget üzemű generátorként működni, általában működő villamos hálózatra kapcsolva üzemeltetik. Ha egy aszinkron gép tekercselésével párhuzamosan valamilyen okból (általában fázisjavítás céljából) kondenzátorok vannak kötve, akkor üzembehelyezés előtt szükséges ellenőrizni, hogy kikapcsoláskor a készülék nem gerjed-e fel generátorüzembe.
Generátoros üzemben az aktuális fordulatszám nagyobb a szinkron fordulatszámnál, a szlip negatív. Tulajdonképpen ez kapcsolja generátoros üzembe az aszinkron gépet (a forgórész „előtte jár” a mágneses térnek).

### Ellenáramú féküzem
A tengely forgása ellentétes az állórészben kialakuló mágneses mező által meghatározott irányhoz képest. A villamos gép mind a betáplált elektromos, mind a betáplált mechanikai munkát hővé alakítja, ez tipikusan tranziens üzemállapot a forgásirányváltás közben.

## Veszteségei

### Vasveszteség
A vastestben hővé alakuló teljesítmény. A gyakorlatban az állórész és forgórész vasveszteséget külön szokás kezelni. Jele: Pvas
A vasveszteség alapvetően az örvényáramú veszteségből, és a hiszterézisveszteségből tevődik össze.
A vasveszteség a vastestek lemezelésével (az örvényáramú veszteség csökkentése) illetve megfelelő anyagválasztással (hiszterézis veszteség) csökkenthető.

### Rézveszteség
A tekercselés anyagától függetlenül rézveszteségnek hívjuk a villamos gép tekercseléseiben (A kalickás forgórészű gépeknél a kalicka is tekercselésnek számít) hővé alakuló teljesítményt. Préz

### Súrlódási veszteség
A csapágyakban, illetve az egyéb súrlódó elemekben (csúszógyűrű) hővé alakuló teljesítmény. Psurl

### Az aszinkron gép teljesítmény-egyensúlya
P1=Pvas+Préz+Psurl+P2
Illetve az egyenlet átrendezve:
P2=P1-Pvas-Préz-Psurl
Ahol:
- P1 a betáplált teljesítmény
- Pvas a vasveszteség
- Préz a rézveszteség
- Psurl a súrlódási veszteség
- P2 a hasznos teljesítmény

## Az aszinkron motorok indítása
Az aszinkron motorok indítási áramlökése a névleges áramérték sokszorosa, a kialakítástól függően az indítónyomaték alacsony.

### Közvetlen indítás
Kisebb teljesítményű motoroknál ez a szokásos megoldás. A hálózatra kapcsoláskor lökésszerű mechanikai és villamos igénybevételek lépnek fel, ami mechanikai lengéseket okozhat. Ezeket a hajtás méretezésekor figyelembe kell venni.

### Y/Δ indítás
Indításkor a motor tekercselését csillag kapcsolásba kapcsoljuk, majd a motor elindítása után Δ-ba.
Ennél a módszernél alapfeltétel, hogy a motor üzemszerűen Δ kapcsolásban üzemeljen. A módszer az indítási áramlökést és az indítónyomatékot is a gyök-harmadára csökkenti, ezért csak olyan esetekben használható, amikor nincs szükség nagy indítónyomatékra. Ellenben - és ez indokolja a használatát - az indítási árama a harmadára csökken. (A nagy teljesítményű bakköszörűk tipikus indítási módja.)

### Lágyindító berendezéssel
Elektronikus kapcsolókkal (pl. triak) fázishasítás segítségével kis veszteséggel lehet csökkenteni a motorra jutó feszültséget, és ezzel az indítási áramot. Folyamatos vezérléssel el lehet érni az üzemi feszültséget, aminek elérésekor az elektronika kiiktatható egy relével. Ipari felhasználásra a jelentős gyártók jól paraméterezhető komplett megoldásai használhatóak.

### Frekvenciaváltóval
Költséges, de jó megoldás, a motort inverteren (frekvenciaváltón) keresztül táplálni. A berendezés széles határok közötti fordulatszám-szabályzást tesz lehetővé, számos ellenőrző, és védelmi funkciót tartalmazhatnak beépítve. (Pl. áramszünet esetén több összekötött frekvenciaváltó egy nagyobb tömegű hajtás lendületét generátor üzemben kihasználva ellenőrzött módon állítja meg a többi motort) Ipari buszrendszerekre csatlakoztathatóak, nagyon leegyszerűsítve bonyolult hajtások megvalósítását. 
Kisebb teljesítményű típusok egyfázisú betáplálással képesek 3 fázisú motorok hajtására.

### A forgórészkörbe kötött ellenállásokkal
Csúszógyűrűs motoroknál az indítási áramlökés csökkenthető, illetve az indítónyomaték emelhető a forgórészkörbe kötött szabályozó ellenállásokkal. Az ellenállások a hatásfokot csökkentik, ezért ezek értékét a lehető leggyorsabban nullára kell csökkenteni.

### Megfelelő kalicka kialakítással
A kalickás forgórészű aszinkron gépek fordulatszám-nyomaték jelleggörbéjét a kalicka alakjának megfelelő megválasztásával lehet kialakítani. A mélyhornyú, illetve kétkalickás forgórész kialakítás kifejezetten a kalickás forgórészű motorok indítási jellemzőinek (indítási áramlökés, indítónyomaték) javítására lettek kifejlesztve. A módszer gyakorlatilag veszteségmentes módon biztosítja a kedvező fordulatszám-nyomaték jelleggörbét. Mivel a gyárban készre szerelt állapotban kerülnek forgalomba a felhasználónak nincs plusz üzemeltetési feladata az egyszerű kalickás forgórészű motorhoz képest.

#### Mélykalickás kialakítás

Egy mélykalickás motor horonyának vázlata

A kalicka rúdjai "mélyek" (sugár irányban elnyújtottak). Az aszinkron gép jellegzetességei miatt nagy szlip esetén (indítási üzemállapot) a kalickának a forgórész felületéhez közeli részei vesznek csak részt a folyamatban, a szlip csökkenésével a kalickarudak keresztmetszetének egyre nagyobb része vesz részt a folyamatban. Ez a folyamat hasonlít ahhoz, mintha nagy szlip esetén ellenállást kötnénk a forgórészkörbe.

#### Kétkalickás kivitel

Kétkalickás forgórész egy lehetséges horony kialakítása

A forgórészen két kalickát alakítanak ki. Egyet a forgórész felületéhez közel vékonyabb, nagyobb ellenállású anyagból (általában alumínium). Egyet valamivel mélyebben vastagabb rudakkal, gyakran rézből.

## Az aszinkron motor fordulatszámának szabályzása
Az aszinkron motor tengelyfordulatszámát leíró egyenletből: {\displaystyle n={\frac {f}{p}}\cdot (1-s)} kiolvasható, hogy az aszinkron gép fordulatszámát alapvetően három tényező befolyásolja:
- a hálózati frekvencia (f)
- a póluspárok száma (p)
- a szlip (s)

### A hálózati frekvencia szabályozásával
A hálózati frekvencia változtatásával a motorok fordulatszáma szabadon változtatható. Forgógépes vagy elektronikus frekvenciaváltóval a kívánt fordulatszám előállítható.

### A póluspárok számának átkapcsolásával

A Δ/YY Dahlander kapcsolás elve

A pólusváltós motorok mérete általában nagyobb, mint a kötött pólusszámú hasonló teljesítményű társaiké, mivel a méretezéskor minden résszámításkor a kedvezőtlenebb pólusszámhoz tartozó értékeket kell figyelembe venni.
Pólusváltós motorokat elsősorban kalickás kivitelben készítenek, mivel csúszógyűrűs kivitelnél a sok forgórészkivezetés (A V50 mozdony háromféle pólusszámra átkapcsolható csúszógyűrűs motorjának forgórészén 48 kivezetés volt.) a gyártást és a karbantartást megnehezíti.
A kívánt hatást többféle módon lehet megvalósítani.

#### Független tekercselések
Ha az állórészen két, vagy több független tekercselés található, akkor egy időben mindig egy tekercselés lehet aktív, így a beépített anyagok kihasználtsága rossz, a motor mérete nagy, azonban a póluspárok száma szabadon megválasztható.

#### Dahlander kapcsolás
A Dahlander kapcsolás egy speciális tekercselési mód, amikor az állórészen található tekercselés két félből áll. A két fél tekercselés elemeit sorba illetve párhuzamosan kötve a pólusszám 1:2 arányban átkapcsolható.
A kapcsolás (és az ahhoz szükséges tekercselés) többféleképpen megvalósítható. A különböző Dahlander motorok a megfelelő gyártók katalógusából választható termékek, széles teljesítménytartományban.
Az alacsony fordulaton Δ és magas fordulaton YY kapcsolású motor alkalmas a különböző üzemmódokban közel állandó nyomatékot leadni, valamit alkalmas Y/Δ indításra, amennyiben az ehhez szükséges tekercsvégek ki vannak vezetve. az Y/YY tekercselések a fordulatszám függvényében növekvő nyomatékú terhelések (szivattyúk, ventilátorok) kiszolgálására alkalmasak.

#### Bláthy-Kandó pólusátkapcsolás
A Bláthy illetve Bláthy-Kandó pólusátkapcsolásnál a pólusszámok a Dahlander kapcsolásnál szabadabban választhatóak meg, azonban a pólusszám átkapcsolás a tápláló fázisok számának váltásával is jár, ezért csak speciális esetekben használható. Ilyen speciális eset volt V50 típusú Kandó féle kísérleti mozdony, ahol a fázisváltó tekercselése lehetővé tette a többféle fázisszámmal történő üzemet. A V40 mozdonyaiban már nem ezt a megoldást használták, mivel a hajtómotorokat gyártó brit Vickers Co. Ltd. inkább három független tekercseléssel készítette el a motorokat.

### Szlip szabályozásával
Egyes esetekben a fordulatszám a szlip szabályozásával is megoldható. A szlip szabályozható a tápláló feszültség változtatásával, illetve csúszógyűrűs motor esetén a forgórész áramkörébe iktatott ellenállások értékének változtatásával, azonban állandó üzemre ez a megoldás csak ritkán alkalmas, mivel a szlip növekedésével a forgórészveszteség, így a forgórész melegedése növekszik, illetve a motor hatásfoka romlik. Nagy teljesítményű motorok esetén a forgórészkörbe kötött megfelelő kapcsolással a forgórészveszteség nagy része visszanyerhető.

## Speciális felhasználásai

### Egyfázisú aszinkron gép

Segédfázisos motor állórész tekercselése
U1 U2 A főfázis tekercselése
Z1 Z2 A segédfázis tekercselése

A háztartásokban általában egyfázisú 230 V 50 Hz (MSZ 1 szerint) váltakozó feszültség áll rendelkezésre. Az egyfázisú feszültség az egyfázisú tekercseléssel ellátott forgórészben nem keletkezik forgó, hanem csak pulzáló mágneses tér, ezért az ilyen gépeket segédberendezéssel kell indítani. A segédberendezés lehet mechanikus (a fogórészt megforgatja), vagy elektromos (ilyen az indítófázisos gép).

#### Segédfázisos egyfázisú aszinkron gép
Az egyfázisú gép állórészén ki van alakítva egy térben eltolt második (segédfázis) tekercselés, amely egy kondenzátoron, vagy induktivitáson ritkán Ohmos ellenálláson keresztül kap táplálást. A két tekercsrendszer magnetomotoros erejének időbeli lefolyása fázisban eltér a főtekercsétől. A két tekercsrendszer magnetomotoros ereje forgómágneses teret létesít, ennek számértéke egy periódus alatt legjobb esetben is legalább két maximumot és két minimumot mutat. (térbeli vektorának változását ekkor egy ellipszis ábrázolja a motor forgási tengelyére merőleges síkban).
Eltekintve a tekercs Ohmos ellenállásától a segédfázis tekercsének árama kondenzátor esetén 90°-kal siet, induktivitás esetén 90°-kal késik a főáramkörhöz képest. Az így létrehozott gép egy speciális négyfázisú gép.

#### Indítófázisos egyfázisú aszinkron gép

Indítófázisos motor elvi kapcsolási rajza.
A kapcsolót áram vagy centrifugálkapcsoló nyitja a motor felfutása után

A megoldás hasonlít a segédfázisos aszinkron gép működéséhez, azzal a különbséggel, hogy a segédfázis csak az indítás idejére aktív. A segédfázist áramát áramkapcsoló, vagy centrifugál kapcsoló szakítja meg, amikor a motor eléri az üzemi fordulatszámát. Magyarországon elsősorban az induktív fáziseltolásnál használták, elkerülve annak túlmelegedését. Az első mosógépeknél speciális kapcsoló szolgált a beindításra, és beindulás után a segédfázis áramkörének megszakítására.

#### Árnyékolt pólusú aszinkron motor
Kis teljesítmény esetén az olcsó kivitelezhetőség miatt elterjedt kialakítás. Az állórészen kialakított pólusok egy részét egy rövidre zárt tekerccsel árnyékolják, ezáltal a fluxus az árnyékolt pólusrészen késni fog az árnyékolatlan részhez képest, ami a lüktető mágneses mezőhöz egy forgó komponenst ad, ezért a motornak lesz indítónyomatéka.

### Serleges forgórészű aszinkron motorok
Elsősorban szervomotorként használatosak, mivel hatásfokuk kedvezőtlen, azonban a forgórész tehetetlenségi nyomatéka alacsony, mert a forgórész nem tartalmaz vasat.
A serleges forgórész a kalickás forgórész speciális esetének tekinthető, amikor a kalicka egy teljes hengerfelület, amely az állórészen kialakított légrésben forog. (Ferraris motor)

### Indukciós szabályozó
Az indukciós szabályzó egy csúszógyűrűs aszinkron gép, amelyet általában az állórész tekercselésen keresztül táplálunk, és a forgórész csúszógyűrűin keresztül terhelünk.
A transzformátor áttételezését az állórész és a forgórész tekercselés tulajdonságai határozzák meg.

#### A több fázisú indukciós szabályzóval megvalósítható kapcsolások

##### A feszültség szöghelyzetének változtatása

Indukciós szabályzó változtatható kimeneti feszültségű transzformátorként bekötve
A rajzon látható, hogy a forgórész tekercsek az állórész tekercsekkel sorba vannak kapcsolva, így a kimeneti feszültség a két feszültség vektoriális összege

A forgórész tengelyét rögzítjük (például egy csigás áttétellel), a betáplálás az állórészen a terhelés a forgórész csúszógyűrűin keresztül kapcsolódik a géphez. A forgórész szöghelyzetének változtatásával a forgórész csúszógyűrűiről levett feszültség szöghelyzete a betápláló feszültséghez képest szabadon változtatható.

##### A feszültség nagyságának változtatása
Amennyiben a forgórész tekercsek mindkét vége ki van vezetve a csúszógyűrűkre a tekercsek megfelelő kötésével a kimeneti feszültség is változtatható (1:1 áttétel esetén 0 és 2Ube között).

##### A fázisszám változtatása
Amennyiben az állórész és forgórész tekercselés fázisszáma eltér, a kapcsolás alkalmas eltérő fázisszámú feszültség előállítására, illetve a forgórész szöghelyzetének változtatásával a fázishelyzet változtatására.

##### A frekvencia változtatása (periódusváltó)
Amennyiben az aszinkron gép tengelyét egy segédgéppel megforgatjuk, a tengely fordulatszáma (előjelhelyesen) hozzáadódik az állórész által keltett forgó mágneses mező fordulatszámához, ezáltal a forgórész csúszógyűrűiről levehető feszültség frekvenciája (egy póluspáros gép esetén):
{\displaystyle f_{ki}=f_{be}+n}
Általános esetben:
{\displaystyle f_{ki}=f_{be}+p\cdot n}
Ahol:
- fki a forgórész csúszógyűrűiről levehető frekvencia.
- fbe Az állórész tekercselését tápláló feszültség frekvenciája.
- n a tengely fordulatszáma (1/s)
- Ahol p a póluspárok száma

Azonban abban az esetben, ha nem áll rendelkezésre a tengely fordulatszám változtatásának lehetősége, a pólusszám, illetve a mező forgásirányának változtatásával is lehet a kimeneti frekvenciát módosítani. Ezt a módszert használták a MÁV V55 sorozat mozdonyaiban, oly módon, hogy a periódusváltó tengelye össze volt kötve a fázisváltó tengelyével, és a frekvenciák váltását a pólusszámok, illetve a mező forgásirányának átkapcsolásával végezték.

### Szinkronozott aszinkron motor
Szerkezetileg hasonlóak a csúszógyűrűs motorhoz, azonban a szinkron fordulatszám elérésekor képesek azt megtartani, és attól kezdve szinkronmotorként működnek. A forgórész gerjesztőáramát az indítás után külön gerjesztőgép szolgáltatja. A szinkron motorhoz képest nagy előny, hogy nincs szükség indítógépre. Az aszinkron géphez képest a stabil fordulatszám, illetve az, hogy fáziskompenzációra képes.

### Lineáris aszinkron motor
A lineáris aszinkron motor a forgó aszinkron motorból vezethető le úgy, hogy az állórészét az alkotója mentén elvágjuk és kiterítjük.
Az első lineáris villamos gépet Volta készítette, aki két higannyal töltött félcsövet egy vezetővel áthidalt, és ezt az áramkört árammal megtáplálva azt tapasztalta, hogy a vezető elmozdult.
A lineáris motorok használatára a vasúti közlekedésben az 1800-as évek óta folynak kísérletek, azonban széles körben nem terjedtek el.

### Indukciós tengelykapcsoló
Két tengely között érintés és galvanikus kapcsolat nélkül hoz létre kapcsolatot. A tengelykapcsoló egyik fele állandó mágneses, vagy egyenáramú gerjesztést kap, a másik rész megfelelően kialakított rövidrezárt forgórész (serleges, tárcsás, kalickás, csúszógyűrűs). A forgó mágneses teret a gerjesztő rész forgása biztosítja. A tengelykapcsoló viszonyai a gerjesztőáram, illetve a rövidrezárt tekercselésbe iktatott ellenállásokkal lehetséges (hasonlóan a csúszógyűrűs motorhoz).

## Vonatkozó szabványok
Az idevonatkozó magyar szbványok a következők:
- MSZ EN 60034-9:1998
- MSZ IEC 60050-411:2000
- MSZ EN 60034-2:1996/A2:2000
- MSZ EN 60034-6:2000

Itt szükséges megemlíteni, hogy a szabványok az aszinkron motorokra a következő darabvizsgálatokat írják elő:
- pörgetési próba (növelt frekvenciával)
- tekercsek szigetelési ellenállásának mérése hidegen
- tekercsek Ohmos ellenállásának mérése hidegen
- gyűrűs motoron a forgórész gyűrű-feszültségének mérése
- üresjárati próbák
- rövidrezárási próbák
- a szigetelések villamos szilárdságának feszültségpróbája

Típusvizsgálatban, a fentieken túlmenően:
- a felgyorsulás vizsgálata
- terhelési próba és a melegedés vizsgálata
- a tekercsszigetelések ellenállásának mérése melegen
- a hatásfok megállapítása

A vizsgálatot a pörgetési próbával kell kezdeni, a többi sorrend nincs meghatározva.